# Château de la Bozée
Le Château de la Bozée était un château français situé à Bazougers, dans le département de la Mayenne et la région des Pays de la Loire. C'est désormais deux fermes : la Grande et la Petite-Bozée : la première où était le logis seigneurial, sur la rive droite ; la deuxième, sur la rive gauche de l'Ouette, à 3 kilomètres au Nord-Ouest du bourg près de la route de Louvigné. 

## Désignation
- Le lieu, domaine, appartenance, cour, courtil et moulin de la Bozée, 1450 (Titres de Souvré).
- La Bozée, château, chapelle fondée, moulin et, au Sus, des carrières (Hubert Jaillot).
- La Carte de Cassini indique le château et, en outre, la Grande et la Petite-Bozée.

## Histoire
Le fief relevait de Souvré. Le manoir fut habité jusqu'en 1630, et, de nouveau, par l'abbé du Tertre, de 1736 à 1775. Pierre Duchemin du Flécheray, qui possédait le moulin en 1769, aurait voulu avec le consentement du comte de Laval, auquel il offrait une rente de 12 boisseaux de froment, y faire astreindre les sujets de la Châtellenie de Bazougers.

## Chapelle
Martine Le Bigot, fille de Jean Le Bigot, seigneur de Choiseau, de la paroisse de Houssay, et veuve de Guillaume Le Chevrier, pour réaliser les intentions de son père et de son mari, fonda en 1490 la chapelle de Sainte-Anne de la Bozée, sur le lieu du Boulay, au fief de Priz, à charge de trois messes par semaine. Dans la chapelle, un petit vitrail représentant la Sainte Vierge,.

## Sources et bibliographie
- « Château de la Bozée », dans Alphonse-Victor Angot et Ferdinand Gaugain, Dictionnaire historique, topographique et biographique de la Mayenne, Laval, A. Goupil, 1900-1910 [détail des éditions] (BNF 34106789, présentation en ligne)